# Faroese Music Awards
Faroese Music Awards (forkortet FMA, på færøsk: Føroysku Tónlistavirðislønirnar) er en færøsk musikpris, som blev etableret i 2014, efter at den tidligere færøske musikpris Planet Awards blev nedlagt i forbindelse med salg af portal.fo, som planet.fo var en del af og derfor kunne navnet ikke længere bruges af de tidligere ejere eller de tidligere brugere af internetportalen. Det var Føroya Tele, der ejede portalen og avisen Sosialurin, der administrerede nyhederne til portalen. Faroese Music Awards er et samarbejde mellem Færøernes offentlige radio og tv (Kringvarp Føroya), avisen og internetportalen Sosialurin / in.fo og Nordens Hus i Tórshavn. Prisuddelingen var offentlig og var udsolgt. Begivenheden blev streamet på internettet og 5.000 internetbrugere fulgte med direkte, og det var rekord for Færøerne på det tidspunkt.
Faroese Music Awards 2014 prisuddelingen var for første gang holdt den 15. marts 2014 i Nordens Hus ved en festlig begivenhed, hvor 22 priser blev uddelt. Faroese Music Awards blev holdt for anden gang lørdag aften den 14. marts 2015, hvor kategorierne blev ændret lidt.

## FMA 2021
Faroese Music Awards 2021 fandt sted den 7. marts 2021 i Nordens Hus i Tórshavn og var på grund af COVID-19 pandemien uden publikum, men var et virtuelt event, der blev sendt direkte i færøsk national TV med ni musikindslag, der blev optaget før eventet blev sendt i Kringvarp Føroya.
- Særlig hæderspris: Robert McBirnie
- Årets kvindelige sanger: Eivør
- Årets mandlige sanger: Teitur
- Årets album: ‘Modern Era’ – Teitur
- Årets sang: ‘Kanska’ – Einangran
- Årets sanger eller solo artist: Jákup Lützen
- Årets album eller live performance: Kata – ‘1902’
- Årets arrangement: ‘Bei’ Konsørn (video)
- Årets nye artist: Brimheim
- Årets video: ‘Sleep on it’ – Eivør
- Årets producer: Høgni Lisberg og James Thomas for ‘Within a man’
- Årets tekst: ’Mánasegl’ – Marjun Syderbø Kjelnes
- Årets album cover: Snorri Eldjarn Snorrason for ’Eivør’
- Lytternes pris: Hallur Joensen

## FMA 2020
Faroese Music Awards 2020 blev holdt i Nordens Hus i Tórshavn. På grund af COVID-19, blev eventet holdt uden publikum, og musikindslag blev optaget på forhånd. Eventet blev sendt live i det færøske nationale TV, Kringvarp Føroya. Vinderne af FMA 2020 var følgende:
Pop/rock
- Årets kvindelige sanger: Jasmin
- Årets mandlige sanger: Pól Arni Holm
- Årets sang: Kostbar – Ingi Poulsen
- Årets album: I Know It’s Over – Jasmin
- Årets band eller artist: Joe & The Shitboys

Åben kategori
- Årets sanger eller solo performer: Janus Rasmussen
- Årets band eller kor: Tórshavnar Big Band
- Årets album eller koncert: Klingra – Afenginn
- Årets komposition: Songs of solitude and night – Sunleif Rasmussen
- Årets nye navn: Marius DC
- Årets Musikvideo: Fremmed – The River (by Atli Brix Kamban)
- Årets producer: Janus Rasmussen
- Årets tekst: Klingra – Afenginn
- Årets album cover: Annika Arge Gregoriussen (Catch – Plúmm)
- Lytternes pris: Ingi Poulsen
- Særlig hæder: Kristian Blak

## FMA 2018

### Vindere 2018
Kilde:

#### Vindere i pop/rock kategorien
- Årets mandlige sanger: Bjarki Hansen
- Årets kvindelige sanger: Kristina Bærendsen
- Årets album: Lán mær eitt oyra - Swangah
- Årets sang: Frosthvarv - Hamferð
- Årets band/artist: Lea Kampmann
- Årets nye navn: Silvurdrongur
- Årets musikvideo: Heiðrik – Monster

#### Vindere i den åbne kategori
- Årets sanger/artist: Mattias Kapnas
- Årets band/kor: Alda Magna
- Årets album/koncert: Gangi eg um heiðar, fjøll og dalar - Ingálvur av Reyni
- Årets komposition: Autumn - Sunleif Rasmussen

#### Andre priser
- Årets publikumhædersløn: Asyllex
- Årets musikhæder: Milson Zachariasen
- Årets cover: Kapnas spælir Blak
- Årets sangtekst: Swangah
- Årets producer: Hans Poulsen
- Årets fremstød: Gittarting

## FMA 2017

### Vindere 2017

#### Åben kategori
- Årets sanger/artist: Eivør Pálsdóttir[6]
- Årets band/kor: Orka
- Årets udgave/koncert: At the Heart of a Selkie – Eivør Pálsdóttir/Peter Jensen & DR Big Band
- Årets komposition: Symphony No. 2: The Earth Anew – Sunleif Rasmussen

#### Pop/rock
- Årets kvindelige sanger: Lena Anderssen
- Årets mandlige sanger: Heiðrik á Heygum
- Årets udgave: Eagle in the Sky – Lena Anderssen
- Årets sang: Alright – Danny & The Veetos
- Årets band/artist: Danny & The Veetos

#### Andre vindere på tværs af kategorier
- Årets nye navn: Konni Kass
- Årets producer: Niclas Johannesen for Eagle in the Sky af Lena Anderssen
- Årets musikvideo: "Einaferð var tað eg" med GUT Productions (instrueret af: Búi Dam)

#### Anden hæder
- Årets tekst: Marjun Syderbø Kjelnæs
- Årets cover: Eagle in the Sky med Lena Anderssen (Ann-Mari Egholm lavede coveret)
- Publikumhædersløn: Hans Andrias
- Årets fremstød: Spælistaðið Listastovan í Vágum
- Årets musikhæder: Brandur Øssurson

## FMA 2016
Faroese Music Awards arrangementet blev afholdt den 12. marts 2016 i Nordens Hus i Tórshavn. For første gang, siden FMA blev etableret, blev hele begivenheden vist på live fjernsyn hos Kringvarp Føroya.
Der er tre fagjuryer med syv personer hver, der nominerer i tre kategorier: "Pop/rock", "Folk, country og blues" og "Åben kategori", der f.eks. inkluderer klassisk musik, jazz og kor. Årets live-band vælges af lytterne, der stemmer ved at sende sms.

### Vindere 2016

#### Vindere i Folk, Country og Blues
- Årets kvindelige eller mandlige sanger: Annika Hoydal
- Årets band/artist: Punjab
- Årets udgave: Endurljós – Annika Hoydal
- Årets sang: Lívið er ein lítil løta – Hallur Joensen

#### Vindere i Pop/Rock
- Årets mandlige sanger: Marius Ziska
- Årets kvindelige sanger: Eivør Pálsdóttir
- Årets udgave: Slør – Eivør Pálsdóttir
- Årets sang: Silvitni – Eivør Pálsdóttir
- Årets band/artist: Eivør Pálsdóttir

#### Vindere i åben kategori
- Årets sanger/artist: Jensina Olsen
- Årets band/kor: Tórshavnar Kamarkór
- Årets udgave eller koncert: Danish & Faroese Recorder Conchertos – Michala Petri & Aalborg Symphony
- Årets komposition: Territorial Songs med Sunleif Rasmussen fremført af Michala Petri & Aalborg Symphony Orchestra

#### Andre vindere på tværs af kategorier
- Årets producer: Tróndur Bogason
- Årets nye navn: Punjab
- Årets musikvideo: Hamferð - Deyðir varðar

#### Anden hæder
- Årets live band/artist: Elinborg Pálsdóttir
- Årets fremstød: Loftbrúgvin
- Årets musikæder: Annika Hoydal
- Årets cover: Eivør
- Årets tekst: Gunnar Hoydal - Maðurin sum gekk móti ljósinum

## Nomineringer i 2016

### Nomineringer på tværs af kategorierne

#### Årets producer
- Tróndur Bogason
- Bunkarin
- Kaj Johannesen
- Jákup Zachariassen
- Jens L. Thomsen

#### Årets nye navn
- Alvi Joensen
- Elinborg Pálsdóttir
- Hamradun
- Hulda
- Jógvan Joensen
- Kátir Kallar
- Mahanna
- Punjab
- Ragnar Finsson

#### Årets musikvideo
- Hamferð - Deyðir varðar
- Byrta - Aftur og aftur
- Byrta - Andvekur
- Brynjolfur - Chain glass
- Ranchus – Clog

### Nomineringer i Folk, Country og Blues

#### Årets sangerinde eller sanger
- Annika Hoydal
- Árni Johannesen
- Hallur Joensen
- Hanus G. Johansen
- Sofus Hansen

#### Årets band/artist
- Annika Hoydal
- Froðbiar Sóknar Bluesorkestur
- Hallur Joensen
- Hanus G. & Cantabile
- Punjab

#### Årets album
- Endurljós – Annika Hoydal
- Heitur kossur – Hanus G. & Cantabile
- If the Ocean was Wine – Froðbiar Sóknar Blues Orkestur
- Lívið er ein lítil løta – Hallur Joensen
- The Flying Elephant – Punjab

#### Årets sang
- Hairy Woman – Punjab
- Saknur - Hanus G. & Cantabile
- Kári Kálvalíð – Hallur Joensen
- Lívið er ein lítil løta – Hallur Joensen
- Run to You – Punjab

### Nomineringer i Pop/Rock

#### Årets sanger
- Benjamin Petersen
- Jógvan Joensen
- Lyon
- Marius Ziska
- Pól Arni Holm

#### Årets sangerinde
- Døgg Nónsgjógv
- Eivør Pálsdóttir
- Guðrið Hansdóttir
- Laila av Reyni
- Lena Anderssen

#### Årets album
- Bridges – Eivør
- Feeling Like a Caged Lion Pacing Behind One Way Glass – Ranchus
- Home – Marius
- Lyon – Lyon
- Slør – Eivør

#### Årets sang
- Eagle in the Sky – Lena Anderssen
- Going home – Marius
- Headed for the Sun – Ragnar Finsson
- Silvitni – Eivør
- Sunnukvøld í Mai - Danny & The Veetos

#### Årets band/artist
- Eivør Pálsdóttir
- Hamradun
- Marius
- Lyon
- Steso

### Nomineringer i åben kategori

#### Årets sanger/artist
- Jensina Olsen
- Michala Petri
- Ólavur Jakobsen

#### Årets band/kor
- Alda Magna
- Føroya Symfoniorkestur
- Tórshavnar Kamarkór

#### Årets album eller konsert
- Danish & Faroese Recorder Conchertos – Michala Petri & Aalborg Symphony Orchestra
- Kvøldtankar – Tórshavnar Kamarkór
- Kvonn – Einglarót

#### Årets komposition
- Forever Gone - komponeret af Óli Jógvansson fremført af Óli Jógvansson ved Nytårskonserten i Nordens Hus í Tórshavn 2015
- Territorial Songs - komponeret af Sunleif Rasmussen fremført af Michala Petri & Aalborg Symphony Orchestra
- Voyage - komponeret af Óli Jógvansson fremført af Gunnar G. Guttesen og Brandenburgische Staatsorchester

## FMA 2015
FMA 2015 blev holdt i Nordens Hus i Tórshavn den 14. marts 2015.
Følgende kunstnere optrådte:
- Greta Svabo Bech
- Yggdrasil
- Xperiment
- Vágaverk
- Týr
- Tollarar Og Syndarar
- Systrar
- Signar í Homrum
- Sakaris
- Quarter To Three
- Hallelujah Sofus
- Dánjal á Neystabø
- AVE
- Alvi Joensen

## Vindere 2015

### POP/Rock kategorien
- Årets mandlige sanger: Benjamin Petersen. Han er den ene halvdel af bandet AVE. I 2014/15 har han været en del af bandet Konfekt, som spillede i fjernsynsudsendelsen Gekkurin. Han udgav et album med titlen Benjamin i 2008 og et med titlen Ghost i 2011.[8]
- Årets kvindelige sanger: Greta Svabo Bech. Hun er den eneste færing, som har været nomineret en Grammy Award.
- Årets sang: Myrkablátt (også kendt som: Einsamallast í Føroyum), Greta Svabo Bech synger og har komponeret melodien. Elin á Rógvi har skrevet teksten. Sangen var den del af radio-julekalenderen Nivinaja efter Elin á Rógvi.
- Årets album: Call for a Revolution med HOGNI (Høgni Lisberg), det er hans 7. album. Han har før været en del af bandet Clickhaze.
- Årets band eller artist: AVE

### Åben kategori
- Årets sanger eller artist: Dávur Juul Magnussen. Han udgav albummet Cesurae i 2014. Udgivelseskonserten blev hold i grotten Klæmintsgjógv i Hestur.
- Årets band eller korr: Yggdrasil[9]
- Årets komposition: Nordisk messe efter Sunleif Rasmussen, han har skrevet messen for blandet kor og symfoniorkester.
- Årets album eller konsert: Høvdingar hittast (Høvdinge mødes), album efter den britiske komponist Gavin Bryars, udgivet i 2014, opført i Nordens Hus i Tórshavn i 2011, Eivør Pálsdóttir og Rúni Brattaberg var solister til konserten, musikken blev spillet af Aldubáran og Eystanljóð.

### Folk, Country og Blues kategorien
- Årets sanger (begge køn): Kristina Bærendsen
- Årets album: Drekkivatn efter Vágaverk (Jóan Jakku Guttesen og Sámal Ravnsfjall)
- Årets sang: There is Room at the Table med Blátt Gras, fra albummet Ávegis, der er optaget i Nashville.
- Årets band eller artist: Kristina Bærendsen. Hun udgav albummet Nothing’s here to Stay i dec. 2014 og Kristina i 2012.

### Andre priser
- Årets tekst - Øskuhav, som Petur Pólson har skrevet, AVE udgav i 2014. Petur Pólson, der var indlagt på Rigshospitalet efter et slagtilfælde, takkede på en video og sagde bl.a.: "Teksten er om min datter Døgg og om at finde håb i aske."

- Årets nye band - AVE (Petur Pólson og Benjamin Petersen)

- Årets producer - Janus Rasmussen. Han har bl.a produceret hevur album efter Høgni Reistrup Áðrenn vit hvørva (2013) og Samrøður við framtíðina (2011). Han har også produceret udgaver for bandet Byrta, som han selv er halvdelen af, den anden halvdel er Guðrið Hansdóttir.

- Årets live band eller artist - Koret Xperiment, med Sigrið Sivertsen. Koret udgav i 2015 albummet Xperiment, med sange som f.eks. Frændurs Lívsmynd, sangen Í gøtu ein dag og Farvæl, Maria, som er oversat fra norsk.

- Årets musikvideo - Rain med Eivør. Heiðrik á Heygum har instrueret.

- Årets albumcover - Dánjal á Neystabø

- Årets musikhæder - Ólavur Hátún. Begrundelse: Har i næsten et halvt århundrede været banebryder inden for færøsk korsang og har dirigeret flere kor og har i mange år været en vigtig del af Ólavsøka. Hans største værk er dog Føroya Musikkskúli (Færøernes Musikskole).

- Årets nytænker - Reinsaríið, spillested i Tórsgøta i Tórshavn. Begrundelse: Siden Reinsaríið åbnede for godt et år siden, har lederen, Bogi Andreasen, formået at arrangere koncerter med jævne mellemrum med både færøske og udenlandske navne, både kendte og mindre kendte.

## Nomineringer i 2015

### Nomineringer Pop/Rock kategorien

#### Årets album
- Ave – Ave
- Call for a Revolution – Hogni
- Leipzig – Orka
- The Color of Dark – Eivør/Ginman
- Time – Dánjal

#### Årets band/artist
- AVE
- Brynjolfur
- Høgni Lisberg
- Orka
- Sakaris

#### Årets sang
- Back against the Wall – Hogni
- Myrka blátt – Greta Svabo Bech
- Oyðin – AVE
- Raindrops – Dánjal
- Tú hevur tær dýrastu perlur – Guðrið Hansdóttir

#### Årets kvindelige sanger
- Eivør Pálsdóttir
- Kristel Lisberg
- Greta Svabo Bech
- Guðrið Hansdóttir
- Rebekka Petersen

#### Årets mandlige sanger
- Bárður á Lakjuni
- Benjamin Petersen
- Dánjal á Neystabø
- Høgni Lisberg
- Jens Marni Hansen

### Nomineringer i Åben kategori

#### Årets sanger/artist
- Angelika Nielsen
- Dávur Juul Magnussen
- Rúni Brattaberg

#### Årets band
- Bergur Nielsen Trio
- Xperiment
- Yggdrasil

#### Årets musikudgivelse eller koncert
- Cesurae – Cesurae
- Høvdingar hittast – Gavin Bryars
- Føroya Synfoniorkestur med Pekka Kuusisto

#### Årets komposition
- Náttarsangur til á – Andras Spang Olsen
- Nordisk messe – Sunleif Rasmussen
- Døgg og sproti (komposition efter Angelika Nielsen) - Yggdrasil

### Nomineringer Folk, Country og Blues

#### Årets album
- Kristina Bærentsen – Nothings here to stay
- Sigmund – Live with the Boogiemen
- Vágaverk – Drekkivatn

#### Årets band/artist
- Kristina Bærentsen
- Sigmund
- Vágaverk

#### Årets sang
- Hvar Baby – Vágaverk
- There is Room at the Table – Blátt Gras
- Tú eigur hjartað hjá mær – Systrar

#### Årets sanger (begge køn)
- Halleluja Sofus
- Kristina Bærendsen
- Sigmund

### Nomineringer i kategorien Andre priser

#### Årets nye band/artist
- AVE
- Dan Olsen
- Ester Kristiansen
- Hulda
- Mattias Kapnas
- Norðan
- Janus W. Mortensen
- Jórunn Gudmundsen
- Rebekka Petersen

#### Årets producer
- Finnur Hansen
- Janus Rasmussen
- Michael Blak
- Niclas Johannesen
- Tróndur Bogason

#### Årets musikvideo
- Byrta - Í tínum eygum
- Brynjolfur - The Save
- Eivør - Rain
- Guðrun & Bartal – Tilvitskuleinkjur
- Týr - The Lay of Our Love

## FMA 2014
Vinderne blev kåret i Nordens Hus i Tórshavn den 15. marts 2014 kl. 19.30 og blev sendt direkte i radio. Der var også konserter med forskellige færøske kuntnere og bands. Værter var Barbara Holm og Eyðfinn Jensen.
Følgende artister optrådte:
- Jóannes Andreasen
- Jens Marni Hansen
- Marius Ziska
- The Absent Silver King
- Kári Sverrisson
- Hallur Joensen & Kristina Bærendsen
- Kamarkórið
- Leila av Reyni
- Allan Tausen
- Reduce to Ash
- LoverLover
- Døgg Nónsgjógv
- Cantabile
- Hanus G. Johansen

## Vindere FMA 2014

### Rock/Metal, Jazz, Blues og Folk kategorien
- Årets band: Týr[11]
- Årets sanger: Jón Aldará (forsanger i Hamferð)
- Årets album: Týr
- Årets sang: Tokan – Marius og Svavar Knútur

### Åben kategori
- Årets album: Eivør for Lítla Skrímsl
- Årets kunstner/band: Kvartetten i Betesda
- Årets melodi: Eivør for Lurta nú

### Pop kategorien
- Årets sanger: Hallur Joensen[12]
- Årets sangerinde: Greta Svabo Bech
- Årets sang: Døgg Nónsgjógv for sangen Tú tók mína hond
- Årets album: Byrta
- Årets band/kunstner: Byrta
- Årets live band: Swangah

### Andre priser
- Årets nye band: Byrta
- Årets producer: Baroli Music
- Årets musikvideo: Greta Svabo Bech for Broken Bones, instruktør: Jamie Quantrill
- FMA hæderpris: Simme[13]
- Årets nytænker: HOYMA (stuekonserter i Eysturoy) med Jón Tyril o.a.
- Årets tekst: Jóanes Nielsen og Kári Sverrisson for sangen Lívið er júst sum tað er (Jóanes Nielsen's digt), som Kári Sverrisson har komponeret og indsunget
- Årets albumcover: Týrs Valkyrja

## Nomineringer 2014

### Rock/Metal, Jazz, Blues og Folk kategorien

#### Årets sanger eller artist
- Kári Sverrisson
- Jón Aldará
- Høgni Lisberg

#### Årets band eller artist
- Týr
- Hamferð
- Kári Sverrisson & Bendar Spónir

#### Årets album
- Valkyrja – Týr
- Evst – Hamferð
- Nøkur fá fet aftrat – Kári Sverrisson & Bendar Spónir

#### Årets sang
- "Stóra lívmóðurin" – Kári Sverrisson & Bendar Spónir
- "Tokan" – Marius og Svavar Knútur
- "Nation" – Týr

### Åben kategori

#### Årets artist eller band
- Eivør
- Bendar Spónir
- Kvartettin í Betesda

#### Årets album
- Motion/Emotion – Sunleif Rasmussen
- Skrímslið, lítla systir mín - Eivør
- Hvussu bendir man spónir - Bendar Spónir

#### Årets melodi/værk
- Lurta nú – Eivør
- Motion/Emotion – Sunleif Rasmussen
- Hin nýggi sangurin – Bendar Spónir

### Popkategorien

#### Årets sanger
- Teitur
- Høgni Reistrup
- Knút
- Jens Marni
- Hallur Joensen

#### Årets sangerinde
- Greta Svabo Bech
- Guðrið Hansdóttir
- Guðrun Pætursdóttir Háberg
- Døgg Nónsgjógv
- Laila Carlsen

#### Årets album
- Byrta – Byrta
- Story Music – Teitur
- Undirgangstónar – Swangah
- Áðrenn vit hvørva – Høgni Reistrup
- With Stars & Legends – Hallur

#### Årets sang
- "Loyndarmál" – Byrta
- "Tú tók mína hond" – Døgg Nónsgjógv
- "Shut Up & Sing" – Greta Svabo Bech
- "Rock And Roll Band" – Teitur
- "Heyah" – Allan Tausen

#### Årets band/artist
- Byrta
- Teitur
- Greta Svabo Bech
- Høgni Reistrup
- Swangah

### Årets nye band/artist
- Byrta
- Døgg Nónsgjógv
- Greta Svabo Bech
- The Absent Silver King
- LoverLover
- Flamma
- Allan Tausen
- Laila av Reyni
- Jákup Lützen[14]

### Årets musikvideo
- All In – Tú, : Polar Films Entertainment[15]
- Lena Anderssen – The Fighter, instruktør: Lene Drachmann[16][17]
- Byrta – Norðlýsið, instruktør: Heiðrik á Heygum[18]
- Eivør – True Love, instruktør: Heiðrik á Heygum[19]
- Greta Svabo Bech – Broken Bones, instruktør: Jamie Quantrill[20]

## Eksterne links
- FMA på Facebook